# Sukatani (Parakan Salak)
Sukatani is een bestuurslaag in het regentschap Sukabumi van de provincie West-Java, Indonesië. Sukatani telt 5937 inwoners (volkstelling 2010).